# Forget me too
"Forget Me Too" (estilizado en minúsculas) es una canción colaborativa entre el cantante y rapero estadounidense Machine Gun Kelly con la cantante pop y actriz Halsey (voz) y Travis Barker (batería y producción).
Es la quinta canción de su álbum Tickets to My Downfall lanzada el 1 de mayo de 2020 por Interscope Records.

## Antecedentes
Esta colaboración se rumoreaba desde junio de 2020, cuando el título fue registrado por Halsey en BMI. La existencia de la canción no fue confirmada hasta septiembre de 2020, junto con la totalidad del quinto álbum de Colson Baker Tickets to My Downfall. Poco después de este lanzamiento, se anunció que el videoclip también había sido producido para la canción, el cual fue lanzado oficialmente el 22 de octubre de 2020.
Machine Gun Kelly explicó que se convirtió en el tema que más rápido grabó. Barker recordó haber trabajado en la canción y notar que su naturaleza alegre y enérgica podría encajar bien con Halsey. Le enviaron una versión en progreso de la pista esa noche, y al día siguiente, Halsey fue al estudio para grabar su parte vocal. Las sesiones de grabación de su parte duraron 10 minutos y se completaron en solo dos tomas: una toma inicial y una segunda toma idéntica pero con un tono más alto, que se utilizó en la grabación final. A pesar de la rapidez del proceso, Halsey señaló que les había llevado siete años descubrir la forma correcta de colaborar los dos juntos.

## Composición
«Forget Me Too» es una canción pop punk con un estilo de principios de la década de los 2000. Machine Gun Kelly y Halsey alternan sus voces en la canción, culminando el tema con un coro de la canción juntos.
El tema habla sobre cómo olvidar una relación en la que ambos miembros saben que están mejor solos que acompañados. 
En el vídeo, dirigido por Philip Andelman, vemos a Halsey con una estética punk y a Colson Baker, nombre real de Machine Gun Kelly, interpretando a una expareja que lucha por salir de su relación tóxica e involucrados en una guerra total después de una ruptura, destrozando una casa. Además podemos ver el cameo de Travis Barker de The Blink-182, quien coescribió la canción.

## Recepción
La canción fue bien recibida en general. La revista amerciana de música Alternative Press señaló que la canción fue una de las más populares de Tickets to My Downfall, acumulando más de 6 millones de reproducciones en solo cuatro días en Spotify, superando a la mayoría del material de Machine Gun Kelly en la plataforma. Kerrang! elogió la canción por capturar con éxito "la energía y el rebote del pop punk de principios de la década de 2000 con un efecto deslumbrante" y concluyó que era un "éxito total".
Actualmente, es la tercera canción más reproducida del álbum Tickets to My Downfall en Spotify, contando con más de 100 millones de reproducciones, únicamente es superada por Bloody Valentine y My Ex's Best Friend.

## Participantes
- Machine Gun Kelly – Voz principal
- Halsey – Voz principal
- Travis Barker – Batería, productor
- Nick Long – Guitarra
- Kevin Bivona – Bajo

## Posicionamiento en listas

### Listas anuales
| Listas (2020)                               | Posición |  |
| ------------------------------------------- | -------- |  |
| US Hot Rock & Alternative Songs (Billboard) | 43       |  |
| Listas (2021)                               | Posición |  |
| US Hot Rock & Alternative Songs (Billboard) | 32       |  |

### Listas semanales
| Listas (2020-21)                            | Mejor posición position |
| ------------------------------------------- | ----------------------- |
| Australia (ARIA)                            | 51                      |
| Bélgica (Flandes) (Ultratip Bubbling Under) | 18                      |
| Bolivia Anglo (Monitor Latino)              | 7                       |
| Canadá (Canadian Hot 100)                   | 33                      |
| República Checa (Singles Digitál Top 100)   | 39                      |
| Irlanda (IRMA)                              | 47                      |
| Global 200 (Billboard)                      | 39                      |
| New Zealand Hot Singles (RMNZ)              | 4                       |
| Eslovaquia (Singles Digitál Top 100)        | 86                      |
| Reino Unido (UK Singles Chart)              | 40                      |
| Estados Unidos (Billboard Hot 100)          | 44                      |